# In the Land of Leadale
In the Land of Leadale (リアデイルの大地にて, Riadeiru no daichi nite) est une série de light novel japonaise écrite par Ceez et illustrée par Tenmaso. Elle est sérialisée en ligne entre novembre 2010 et décembre 2012 sur le site Shōsetsuka ni Narō. Ses droits sont par la suite acquis par Enterbrain, qui a publié huit volumes depuis janvier 2019 sous la marque Famitsu Bunko.
Une adaptation manga dessinée par Dashio Tsukimi et scénarisée par Ryō Suzukaze est sérialisée en ligne via le site Web Dengeki PlayStation Comic d' ASCII Media Works depuis juillet 2019. Cinq volumes tankōbon ont été assemblés à ce jour (mars 2023). Le manga est édité en France par Doki-Doki. Une adaptation en série d'animation par Maho Film est diffusée entre le 5 janvier et le 23 mars 2022. En France, cette diffusion est assurée par Crunchyroll.

## Synopsis
Au Japon, le jeu de rôle fantasy nommé Leadale, est extrêmement populaire. Une jeune fille nommée Keina Kagami, atteinte de paralysie et devant rester constamment sous assistance respiratoire, joue à ce jeu depuis son lit d'hôpital pour interagir avec le reste du monde. Elle meurt après l'arrêt de son assistance respiratoire lors d'une panne de courant et renaît dans le monde de Leadale, dans le corps de son avatar nommé Cayna. À sa grande surprise, elle découvre que 200 ans s'y sont écoulés depuis sa dernière connexion au jeu, une période au cours de laquelle les sept nations qu'elle connaissait ont été dévastées par la guerre et réorganisées en trois nouveaux royaumes.
L'histoire suit les péripéties de Cayna dans ce nouveau monde. Elle y rencontre ses trois enfants PNJ, qu'elle avait adoptés dans le jeu. Elle apprend également que sa mort a donné à Leadale une très mauvaise publicité et a provoqué l'arrêt du jeu. Cependant, plusieurs autres joueurs se sont retrouvés piégés dans le jeu, certains d'entre eux depuis des années, et les royaumes de Felskeilo, Helshper et Otaloquess sont de plus en plus en proie à des attaques de monstres de haut niveau, toutes issues de l'annulation brutale de Leadale, qui les a rendus aller voyous à l'intérieur de ce monde. De plus, l'un des joueurs piégés - un joueur puissant - semble avoir jeté son dévolu sur Cayna elle-même en tant que future épouse.

## Personnages
Cayna (ケーナ, Kēna) / Keina Kagami (各務桂菜, Kagami Keina)
Voix japonaise : Eri Yukimura, voix française : Julie Dieu
Fille de 17 ans d'une riche famille japonaise, Keina est hospitalisée et doit rester en permanence sous assistance respiratoire. Lorsque le système assurant sa survie est mis en défaut au milieu d'une session de jeu, Keina meurt. Cependant, son esprit est téléchargé dans le monde de Leadale en tant que son avatar Cayna, une puissante mage haute-elfe, spécialisée dans l'invocation de magie. Dans le jeu, Cayna fait partie des vingt-quatre Briseurs de limites et est la troisième des treize Maîtres des compétences, capables de conférer à volonté aux autres joueurs certains pouvoirs. Lorsque les demandes pour ces services augmentent, Cayna est forcée de s'isoler, et participe à la création des « tours de gardien » pour que seuls les joueurs méritants puissent recevoir ces compétences. Cayna est également connue sous le nom de « Sorcière au cercle d'argent (銀感の魔女, Gin Kan no Majo) », en référence à l'objet magique amplificateur de puissance qu'elle a reçu en devenant maître de compétences.
Key (キー, Kī)
Voix japonaise : Yui Otagiri
Une intelligence artificielle créée par l'oncle de Keina pour après qu'elle est définitivement paralysée. Après sa renaissance à Leadale, Cayna est toujours en mesure d'entrer en communication avec Key. Il lui sert de conseiller et de protecteur.
Skargo (スカルゴ, Sukarugo)
Voix japonaise : Daisuke Ono, voix française : Olivier Premel
Un prêtre haut-elfe et le premier enfant de Cayna, adopté via le système du jeu. Il est spécialisé dans la magie de guérison et est vénéré au sein du royaume de Felskeil. Il éprouve une grande affection pour sa mère, qu'il exprime indépendamment de la volonté de cette dernière.
Mai-Mai (マイマイ, Maimai)
Voix japonaise : Kaori Nazuka, voix française : Esther Aflalo
Une archimage haute-elfe et la deuxième enfant de Cayna. Elle a tendance à être entêtée et exubérante, surtout à propos de sa mère. Anciennement magicienne à la cour royale de Felskeil, elle occupe maintenant le poste de directrice de l'Académie royale locale. Mariée deux fois, elle est mère de jumeaux conçus avec son premier mari.
Kartatz (カータツ, Kātatsu)
Voix japonaise : Tomokazu Sugita, voix française : Thierry Janssen
Un charpentier nain qui travaille sur les quais de la capitale de Felskeil et le troisième enfant de Cayna. Bien qu'il soit le plus sensé de ses frères et sœurs, il aime autant sa mère qu'eux. Il n'aime pas être traité comme un enfant en public, soucieux de préserver son image de patron dur et sensé. Il est chargé de « baptiser » — c'est-à-dire de discipliner physiquement — les nouvelles recrues et les éléments indisciplinés parmi les chevaliers royaux de Felskeil.
Lytt (リット, Ritto)
Voix japonaise : Kanako Yanagihara, voix française : Marie Braam
Une jeune fille qui se lie d'amitié avec Cayna et l'adore pour sa magie et sa gentillesse.

## Production et supports

### Light novel
In the Land of Leadale est écrit par Ceez et illustré par Tenmaso. Initialement sérialisé en ligne sur le site Web Shōsetsuka ni Narō entre novembre 2010 et décembre 2012, Enterbrain commence la publication de la série au format papier en janvier 2019 dans le Famitsu Bunko. Huit tomes sont parus en date de janvier 2022.
| no | Japonais        | Japonais          |
| no | Date de sortie  | ISBN              |
| -- | --------------- | ----------------- |
| 1  | 30 janvier 2019 | 978-4-04-735469-2 |
| 2  | 30 mai 2019     | 978-4-04-735640-5 |
| 3  | 30 octobre 2019 | 978-4-04-735802-7 |
| 4  | 30 mars 2020    | 978-4-04-736050-1 |
| 5  | 28 août 2020    | 978-4-04-736220-8 |
| 6  | 27 février 2021 | 978-4-04-736509-4 |
| 7  | 30 août 2021    | 978-4-04-736702-9 |
| 8  | 28 janvier 2022 | 978-4-04-736929-0 |

### Manga
Une adaptation en manga illustrée par Dashio Tsukimi et scénarisée par Ryō Suzukaze commence sa sérialisation en ligne via le site Web Dengeki PlayStation Comic d'ASCII Media Works en juillet 2019. Cinq volumes tankōbon ont été publiés en date de janvier 2022. En France, la série est éditée par Doki-Doki depuis le 2 novembre 2022.
| no | Japonais         | Japonais          | Français       | Français          |
| no | Date de sortie   | ISBN              | Date de sortie | ISBN              |
| -- | ---------------- | ----------------- | -------------- | ----------------- |
| 1  | 26 mars 2020     | 978-4-04-866984-9 | 2 février 2022 | 978-2-8189-9061-2 |
| 2  | 26 août 2020     | 978-4-04-913363-9 | 2 mars 2022    | 978-2-8189-9060-5 |
| 3  | 26 avril 2021    | 978-4-04-913759-0 | 4 mai 2022     | 978-2-8189-9059-9 |
| 4  | 8 janvier 2022   | 978-4-04-914115-3 | 17 août 2022   | 978-2-8189-9638-6 |
| 5  | 25 novembre 2022 | 978-4-04-914725-4 | 10 mai 2023    | 979-1-0411-0074-3 |
| 6  | 27 octobre 2023  | 978-4-04-915355-2 | 3 avril 2024   | 979-1-0411-0685-1 |
| 7  | 26 décembre 2024 | 978-4-04-916034-5 | 11 juin 2025   | 979-1-0411-1341-5 |

### Anime
Le 22 février 2021, une adaptation en série d'animation est annoncée. Lors de la « Kadokawa Light Novel Expo 2020 », il est révélé que la production de cette série sera réalisée par Maho Film . La série est dirigée par Takeyuki Yanase, avec des scripts supervisés par Kazuyuki Fudeyasu, des conceptions de personnages gérées par Toshihide Matsudate, Eri Kojima et Kaho Deguchi, et une musique composée par Kujira Yumemi. La série commence sa diffusion le 5 janvier 2022 sur Tokyo MX et d'autres réseaux. La chanson thème d'ouverture, intitulée Happy encount est réalisée par TRUE, tandis que la chanson thème de fin, nommée Hakoniwa no kōfuku (箱庭の幸福, litt. « Bonheur dans un jardin miniature ») est l'œuvre d' Azusa Tadokoro. Crunchyroll diffuse la série à l'international.

#### Liste des épisodes
| No | Titre français                                                           | Titre japonais                             | Titre japonais                                  | Date de 1re diffusion |
| No | Titre français                                                           | Kanji                                      | Rōmaji                                          | Date de 1re diffusion |
| -- | ------------------------------------------------------------------------ | ------------------------------------------ | ----------------------------------------------- | --------------------- |
| 1  | Une auberge, une tour, un ours, un banquet                               | 宿屋と、塔と、熊と、宴会                   | Yadoya to, tō to, kuma to, enkai                | 5 janvier 2022        |
| 2  | Un blessé, la capitale, mes enfants et une course-poursuite              | 怪我人と、王都と、息子たちと、鬼ごっこ     | Keganin to, ōto to, musuko-tachi to, onigokko   | 12 janvier 2022       |
| 3  | Ma fille, un colisée, du tapage et un uppercut                           | 娘と、闘技場と、爆走と、アッパーカット     | Musume to, tōgijō to, bakusō to, appākatto      | 19 janvier 2022       |
| 4  | Mon fils, une querelle, un voyage et des brigands                        | 息子と、喧嘩と、旅と、野盗                 | Musuko to, kenka to, tabi to, yatō              | 26 janvier 2022       |
| 5  | Mon petit-fils, ma petite-fille, mon arrière-petit-fils et la forteresse | 孫息子と、孫娘と、曾孫と、砦               | Magomusuko to, magomusume to, himago to, toride | 2 février 2022        |
| 6  | Des golems de pierre, un chef, un squelette et une fée                   | ロックゴーレムと、頭目と、ガイコツと、妖精 | Rokku gōremu to, tōmoku to, gaikotsu to, yōsei  | 9 février 2022        |
| 7  | Une chasse à l’ours, une princesse, un bain et un monstre                | 熊狩りと、王女と、お風呂と、怪獣           | Kumagari to, ōjo to, ofuro to, kaijū            | 16 février 2022       |
| 8  | Une bataille, une victoire, une discussion et des révélations            | 戦闘と、勝利と、会話と、情報               | Sentō to, shōri to,kaiwa to, jōhō               | 23 février 2022       |
| 9  | Des retrouvailles, une sirène, un malentendu et un zombie                | 再訪と、人魚と、誤解と、ゾンビ             | Saihō to, ningyo to, gokai to, zonbi            | 2 mars 2022           |
| 10 | Un majordome, un bateau fantôme, une adoption et le Palais des mers      | 執事と、幽霊船と、養子と、竜宮城           | Shitsuji to, yūreisen to, yōshi to, Ryūgūjō     | 9 mars 2022           |
| 11 | Des présentations, une roulotte, une domestique et un déménagement       | 紹介と、馬車と、メイドと、引っ越し         | Shōkai to, basha to, meido to, hikkoshi         | 16 mars 2022          |
| 12 | Une émigration, une construction, un vol et le monde                     | 移住と、建築と、飛行と、大地               | Ijū to, kenchiku to, hikō to, daichi            | 23 mars 2022          |